# That’s Him!
That’s Him! — студийный альбом американской певицы Эбби Линкольн, выпущенный в 1957 году на лейбле Riverside Records. Певице аккомпанируют тенор-саксофонист Сонни Роллинз, трубач Кенни Дорэм, пианист Уинтон Келли, басист Пол Чемберс и барабанщик Макс Роуч.

## Отзывы критиков
| Оценки критиков                            | Оценки критиков |
| Источник                                   | Оценка          |
| ------------------------------------------ | --------------- |
| AllMusic                                   | [ 1 ]           |
| Billboard                                  | [ 2 ]           |
| The Encyclopedia of Popular Music          | [ 3 ]           |
| MusicHound Jazz: The Essential Album Guide | [ 4 ]           |
| The Penguin Guide to Jazz                  | [ 5 ]           |
| The Rolling Stone Jazz Record Guide        | [ 6 ]           |
| The Rolling Stone Jazz & Blues Album Guide | [ 7 ]           |

В журнале Cash Box отметили, что это был первоклассный дебют, в котором Линкольн продемонстрировала свою нежную подачу в сопровождении пяти джазовых музыкантов, которые умело аккомпанировали ей. 
Скотт Яноу из AllMusic в ретроспективном обзоре написал: «Даже в таком раннем возрасте она уже была крупной джазовой певицей со своим собственным стилем. С этого момента Линкольн была осторожна, интерпретируя тексты только те, в которые верила сама. В её репертуаре есть несколько превосходных стандартов (включая несколько песен, таких как „I Must Have That Man!“ и „Don’t Explain“, которые тесно связаны с Билли Холидей), а также „Strong Man“ Оскара Брауна-младшего и „Tender as a Rose“ Фила Мура; последнюю она исполняет без сопровождения. „Don’t Explain“ немного необычен тем, что в нём отсутствует Пол Чемберс, а Уинтон Келли крайне редко выступает на басу. Альбом стоит того, чтобы их послушать».

## Список композиций
1. «Strong Man» (Оскар Браун мл.) — 5:04
2. «Happiness Is a Thing Called Joe» (Гарольд Арлен, Йип Харбург) — 5:57
3. «My Man» (Жак Шарль, Ченнинг Поллак, Альберт Виллеметц, Морис Ивен) — 3:57
4. «Tender as a Rose» (Фил Мур) — 3:00
5. «That’s Him» (Огден Нэш, Курт Вайль) — 3:26
6. «I Must Have That Man!» (Дороти Филдс, Джимми Макхью) — 4:00
7. «Porgy» (Джордж Гершвин, Айра Гершвин, Дюбоз Хейуорд) — 4:27
8. «When a Woman Loves a Man» (Берни Ханиген, Гордон Дженкинс, Джонни Мерсер) — 4:28
9. «Don’t Explain» (Артур Херцог мл., Билли Холидей) — 6:39

## Участники записи
- Бас — Пол Чемберс[англ.] (1-3, 5-8), Уинтон Келли[англ.] (9)
- Вокал — Эбби Линкольн
- Звукорежиссёр — Джек Хиггинс
- Фортепиано — Уинтон Келли (1-3, 5-8)
- Продюсер — Билл Грауэр, Оррин Кипньюз[англ.]
- Тенор-саксофон — Сонни Роллинз (1-3, 5-9)
- Труба — Кенни Дорэм[англ.] (1-3, 5-9)
- Ударные — Макс Роуч (1-3, 5-9)